# Appare Kaiten Zushi!
Singles par Morning Musume
Seishun Collection
(9 juin 2010) Onna to Otoko no Lullaby Game
(17 novembre 2010)
Appare Kaiten Zushi! (あっぱれ回転ずし!, « Rouleaux de sushis frais! ») est un single spécial du groupe de J-pop Morning Musume qui prend pour l'occasion le pseudonyme Muten Musume (Morning Musume) (むてん娘。（モーニング娘。）).

## Présentation
Le single sort le 27 octobre 2010 au Japon sur le label zetima. Il est écrit, composé et produit par Tsunku. Il atteint la 13e place du classement des ventes de l'Oricon, et reste classé pendant quatre semaines, pour un total de 9 235 exemplaires vendus durant cette période. Une édition limitée du single sort aussi, avec une pochette différente et un livret de 24 pages en supplément.
La chanson titre sert de thème publicitaire pour promouvoir une chaîne de restaurants de sushi, Kura Corporation (くらコーポレーション), et figurera uniquement sur la compilation annuelle du Hello! Project, Petit Best 11, qui sort en fin d'année. Le groupe et ses membres sont provisoirement renommés dans le cadre de cette promotion, et sont représentés sur la pochette en version "anime / SD".

## Membres
- 5e génération : Ai Takahashi (alias Ai-ai), Risa Niigaki (Risa-risa)
- 6e génération : Eri Kamei (Eri-eri), Sayumi Michishige (Sayu-sayu), Reina Tanaka (Rei-rei)
- 8e génération : Aika Mitsui (Ika-ika), Jun Jun (Jei Jei), Lin Lin (Lili)

## Liste des titres
1. Appare Kaiten Zushi! (あっぱれ回転ずし！?)
2. Kura Sushi Bikkurapon! (くら寿司 ビッくらポン！?)
3. Appare Kaiten Zushi! (instrumental) (あっぱれ回転ずし！...?)
4. Kura Sushi Bikkurapon! (instrumental) (くら寿司 ビッくらポン！...?)